# RAKA
『RAKA』（ラカ）は志方あきこの2ndアルバム。題名はサンスクリットで「満月の夜」を意味し、各曲に「月」というキーワードを織り込んで全体で「月」の持つ「神秘性」「幻想性」「癒し」「祈り」をテーマとしている。

## 曲目
1. 大地の鼓動
インストルメンタル
2. 金環蝕
スワヒリ語の冒頭コーラス。
3. 春告げ ～Raggi di primavera～
イタリア語詞。『花帰葬』エンディング曲。ゲームサントラ未収録。
4. まほろば
5. 蒼碧の森
功刀丈弘共演。
6. 黎明 ～Aurora～
イタリア語詞。『花帰葬』エンディング曲。ゲームサントラ未収録。功刀丈弘共演。
7. 祈り ～モンラム～
チベット語詞。
8. Luna piena
イタリア語詞。
9. うたかたの花
10. 晴れすぎた空の下で
11. AVE MARIA
イタリア語詞。葉加瀬太郎共演。
12. 謳う丘 ～EXEC_HARVESTASYA/.～
日本語+ヒュムノス語（ゲーム内の造語）詞。『アルトネリコ 世界の終わりで詩い続ける少女』主題歌「謳う丘 -Harmonics EOLIA-」のフルアレンジ。

## スタジオ・ミュージシャン
- ヴァイオリン：壷井彰久
- ギター：四月朔日義昭
- フィドル：功刀丈弘（レーベルメイト）
- ヴァイオリン：大貫聖子
- ピアノ：中西康晴
- リコーダー＆ティン・ホイッスル：安井敬
- ディジリドゥ＆口琴＆カリンバ：GORO
- フルート：Takayo Kudou
- オカリナ：川上志乃
- 琴：中垣雅葉
- パーカッション：佐藤直子
- ハープ：朝川朋之
- ストリングス：阿部美緒
- 二胡：野沢香苗
- ガット・ギター＆Ａ.ギター：伊藤 浩紀
- オーボエ：石橋雅一
- リュート：水戸茂雄
- カウンターバス：Jun Kawasaki
- チェロ：四家卯大